# Jan Hartmann
Jan Hartmann (ur. 24 października 1980 roku w Kaltenkirchen) – niemiecki aktor teatralny, filmowy i telewizyjny.

## Kariera
Jan Hartmann zadebiutował na scenie w Hamburgu w musicalu Buddy Holly. W tym czasie brał lekcje śpiewu z Alvin Le Bass. W latach 1999–2001 grał postać Christophera „Chrisa” Bohlstädta w operze mydlanej RTL Gute Zeiten, schlechte Zeiten. Brał lekcje aktorstwa z Heidelotte Diehl i Henriette Gonnermann w Berlinie. 
W 2004 wystąpił w roli Carstena Seitza w operze mydlanej Das Erste Verbotene Liebe oraz jako Luca Nissen w telenoweli ARD St. Angela, w której grał aż do ostatniego z odcinków serialu w marcu 2005. Potem został akceptowany jako kandydat Frédérica Prinza von Anhalta w programie ProSieben Die Burg – Prominent im Kettenhemd (2005). W serialu dla dzieci Kika Dzieciaki z Einstein High (Schloss Einstein, 2006-2008) pojawił się jako adwokat Mark Lachmann. W telefilmie 90 minut do katastrofy (Crashpoint – 90 Minuten bis zum Absturz, 2009) zagrał postać Davida.
Od września 2014 do lipca 2015 grał szefa kuchni Niklasa Stahla w operze mydlanej ARD Burza uczuć.  W 2019 wziął udział w 12. sezonie programu Let’s Dance wraz z profesjonalną tancerką Renatą Lusin.

## Życie prywatne
W 2014 ożenił się z Julią. Mają dwójkę dzieci - syna Nikolasa (ur. 2016) i córkę Emilię Gretę (ur. 2018).

## Filmografia

### Filmy
- 2005: Nachtasyl  (TV) jako książę z marzeń
- 2009: 90 minut do katastrofy (TV) jako David
- 2013: Frauen verstehen (TV) jako Johannes

### Seriale TV
- 1999–2001: Gute Zeiten, schlechte Zeiten jako Chris Bohlstädt
- 2003–2004: Bravo TV
- 2004: Verbotene Liebe jako Carsten Seitz
- 2004–2005: St. Angela jako Luca Nissen
- 2005: Die Burg
- 2006: Eine Liebe am Gardasee jako Marco Listinger
- 2006–2009: Dzieciaki z Einstein High jako Mark Lachmann
- 2006–2008: Rote Rosen jako Marc Treskow
- 2008:  Nasz Charly (Unser Charly – Charly und die alte Mühle) jako Drago
- 2009: Das Traumschiff – Papua Neuguinea jako Joe
- 2009: Unsere Farm in Irland 4 – Zazdrość
- 2009–2010: Alisa  - Idź za głosem serca (Alisa - Folge deinem Herzen) jako Christian Castellhoff
- 2010: Küstenwache jako Mike Westphal
- 2010: Rosamunde Pilcher jako dr Russel Woxter
- 2010: Statek marzeń: Panama (Das Traumschiff – Panama) jako Daniel
- 2010–2012: Herzflimmern - Liebe zum Leben jako dr Stefan Jung
- 2011: Rejs ku szczęściu (Kreuzfahrt ins Glück) jako Patrick
- 2012: Nasz Charly (Unser Charly) jako Thomas Hoffmann
- 2012: Inga Lindström jako Markus Edvardson
- 2012: Rosamunde Pilcher jako Tom Richards
- 2013: Rejs ku szczęściu: Sycylia (Kreuzfahrt ins Glück: Sizilien) jako Moritz
- 2014-2015: Burza uczuć jako Niklas Stahl
- 2015: Rejs ku szczęściu (Kreuzfahrt ins Glück) jako Markus Müller
- 2016: Górscy ratownicy jako Jan Hilbert
- 2017: Die Rosenheim-Cops jako Julian Steger
- 2017-2020: Rejs ku szczęściu (Kreuzfahrt ins Glück) jako Tom Cramer
- 2018: Lifelines jako dr Alexander Rohde
- 2018: Inga Lindström jako Alexander Nordquist